# Villaseco del Pan
Villaseco del Pan is een gemeente in de Spaanse provincie Zamora in de regio Castilië en León met een oppervlakte van 34,56 km². Villaseco del Pan telt 249 inwoners (1 januari 2016).

## Demografische ontwikkeling
Bron: INE, 1857-2011: volkstellingen